# Фило Ремингтон
Фило Ремингтон (енгл. Philo Remington, 5. априла 1816-5. априла 1889), амерички инжињер и конструктор стрељачког оружја.

## Биографија
Рођен као син оснивача компаније Ремингтон, конструисао је први амерички карабин са затварачем (Ремингтон модел 1864/66) који су употребљавале и многе европске војске. Од 1865. био је председник компаније Е. Ремингтон и синови (енгл. E. Remington and Sons) за производњу оружја.